# Черепин, Павел Сергеевич
Черепин Павел Сергеевич (укр. Черепін Павло Сергійович; 30 сентября 1981, Киев, Украина) — украинский журналист, телекомментатор, раллийный штурман, вице-чемпион Украины по ралли 2010 года, вице-чемпион мира по ралли 2015 года в зачете WRC-2.

## Карьера

### Карьера вне автоспорта
Карьера Павла Черепина с самого начала тесно связана со спортом. В период с 2001 по 2007 годы Павел работает ТВ-журналистом и комментатором, ведет программу «Наш футбол», комментирует матчи Лиги Чемпионов, чемпионатов Украины, Европы и мира по футболу на каналах «Интер», «Украина», «Первый национальный». В 2002 году создает проект ua-football, который становится одним из лидирующих спортивных онлайн-СМИ на Украине.
С 2005 по 2007 год Павел Черепин — директор по маркетингу Профессиональной Футбольной Лиги Украины. С 2008-го — бизнес-консультант в области спортивного маркетинга и онлайн-СМИ.

### Любительское ралли
Знакомство с автоспортом для Павла Черепина произошло, как и у многих украинских спортсменов, в любительском ралли. В 2007 и 2008 годах он принимает участие в отдельных этапах Кубка ФАУ по ралли на серийных автомобилях, выступая на собственной Subaru Impreza в роли первого пилота. Профессиональный же штурманский дебют Черепина произошёл на одном из самых популярных раллийных соревнований Украины, ралли «Ялта». Экипаж Геннадия Санченко и Павла Черепина преодолел всю дистанцию гонки, причём, по словам самого Павла, по ходу гонки они с пилотом несколько раз менялись местами, проезжая спецучастки поочередно то в пилотском кресле, то в штурманском. Однако это был не более, чем эксперимент; серьезная же карьера Черепина в ралли началась лишь тремя годами позже.

### Профессиональное ралли

#### Чемпионат Украины по ралли
Когда зимой 2010 года распался тандем Александра Салюка-младшего и Адриана Афтаназива, действующему чемпиону Украины по ралли срочно понадобился новый напарник. В поисках штурмана Салюк эпизодически выступает с Алексеем Мочановым (этап чемпионата мира, ралли Турции) и Иваном Германом (ралли «Буковина)», однако вскоре останавливается на сотрудничестве с Павлом Черепиным.
Первый старт экипажа заканчивается неудачей: незадолго до финиша ралли «Чумацкий Шлях» Mitsubishi Lancer Evo киевлян вылетает на бруствер и не может продолжить гонку. Однако эта неудача осталась единственной в сезоне 2010 года – вслед за ней экипаж выигрывает ралли «Мариуполь», «Галиция» и «Киевская Русь», и перед финальным этапом чемпионата претендует на высшие награды. В ралли «Ялта» Салюк и Черепин финишируют седьмыми; по числу набранных очков Салюк становится чемпионом Украины, а вот Черепину из-за пропущенного ралли «Буковина» не хватает нескольких баллов, и он становится вице-чемпионом в зачете штурманов.
В том же году экипаж в данном составе дебютирует и за границей, принимая участие в двух этапах чемпионата Латвии, а также в эстонском ралли «Сааремаа». По итогам ралли «Латвия» Салюк и Черепин занимают второе место в классе N4, и это по сей день остается лучшим результатом украинского экипажа в латвийских раллийных соревнованиях.
Следующий чемпионат Украины, в отличие от предыдущего, начинается для экипажа удачно – с убедительной победы в ралли «Чумацкий Шлях». Однако вскоре после этого Александр Салюк получает травму плеча во время игры в сквош, вследствие чего экипаж пропускает два следующих этапа чемпионата. После вынужденного перерыва Салюк с Черепиным стартуют в ралли «Киевская Русь», однако оно заканчивается досрочным сходом. В результате в итоговой турнирной таблице чемпионата Украины 2011 года Павел Черепин занимает лишь 10-ю позицию.
После этого большинство стартов Черепина приходится на зарубежные соревнования. В украинском ралли он появится лишь раз – с Алексеем Кикирешко на ралли «Галиция» 2012 года, где займет 4-е место в абсолютном зачете гонки.

#### Intercontinental Rally Challenge
Короткой промежуточной стадией в карьере Павла Черепина была популярная серия Intercontinental Rally Challenge (IRC). В ней экипаж Салюка и Черепина стартовал дважды, причём на ралли Азорских Островов показал достаточно неплохой результат – 7-е место в абсолютном зачете. Однако после следующей гонки, проходившей на Канарах, экипаж принимает решения прекратить совместные выступления.

#### Чемпионат мира по ралли
Дебют Павла Черепина в чемпионате мира по ралли состоялся в 2011 году в экипаже с Александром Салюком-младшим. В рамках выступления команды Mentos Ascania Racing в зачете Production WRC экипаж выступил на шести этапах в Швеции, Португалии, Финляндии, Австралии, Испании и Уэльсе. Лишь раз, на ралли Финляндии, Салюк с Черепиным не добрались до финиша, несколько раз перевернувшись через крышу после неудачного прыжка через трамплин. Наилучшим же результатом экипажа стало выступление на ралли Австралии, где украинский тандем занял восьмое место в абсолютном зачете ралли и третье – в зачете PWRC.
После окончания совместных выступлений с Салюком, Павел Черепин в течение двух лет лишь эпизодически принимает участие в этапах чемпионата мира. При этом его пилоты – Алексей Кикирешко (2012 год) и Алексей Тамразов (2013 год) – нечасто добиваются высоких результатов, в большинстве случаев заканчивая гонки досрочно. Единственным достойным упоминания результатом для Черепина в этот период становится 4-е место в зачете WRC 2 на ралли Акрополис, завоеванное вместе с Тамразовым.
Совсем по другому разворачиваются события с начала 2014 года, когда Черепин получает приглашение стать штурманом в экипаже украинского пилота Юрия Протасова. В первом же выступлении на этапе чемпионата мира, сложнейшем ралли Монте-Карло, Протасов и Черепин одерживают убедительную победу в зачете WRC 2. Через два месяца успех повторяется на ралли Мексики, и к середине сезона экипаж прочно входит в число фаворитов чемпионата. До предпоследней гонки сезона украинцы держатся в топ-тройке зачета WRC 2, однако на финальном этапе в Уэльме соперники, Нассер Аль-Аттия и Яри Кетомаа, оттесняют Протасова и Черепина на четвертую позицию в зачете.
Сезон-2015 Протасов и Черепин начинают на совершенно новом для них автомобиле – Citroen DS3 WRC, подготовленном командой D-Max Racing. Дебютная гонка в Монте-Карло складывается не лучшим образом, и уже на втором этапе в Швеции экипаж возвращается к более знакомому Ford Fiesta RS WRC. Шведская гонка приносит Юрию и Павлу знаковый результат: показав на шестом спецучастке лучшее время в абсолютном зачете, они становятся первым украинским экипажем, которому удалось добиться такого достижения.
На следующих этапах чемпионата, ралли Мексики и Аргентины, Протасов и Черепин вновь возвращаются к автомобилю Ford Fiesta RRC. В обоих случаях на их счету абсолютное большинство выигранных спецучастков, уверенное лидерство в классе – и финиш вне призовой тройки, вызванный техническими проблемами (перегрев двигателя в Мексике и поломка подвески в Аргентине). Успех приходит лишь на шестом этапе чемпионата в Италии, где экипаж наконец-то побеждает в зачете WRC 2, на 5,6 секунды опередив местного кумира Паоло Андреуччи. Воодушевленный успехом, украинский дуэт занимает призовые места в Финляндии (3-й в зачете WRC 2), Германии (3-й в классе RC2) и Австралии (2-й в зачете WRC 2), устанавливая таким образом рекордную для себя серию из четырёх подиумов подряд.
Окончание сезона у украинского экипажа выходит немного смазанным: в двух оставшихся зачетных гонках Протасову и Черепину удается набрать лишь 10 очков, полученных за пятое место в Каталонии. Однако и этого хватает, чтобы сезон 2015 года стал лучшим в карьере обоих спортсменов: по итогам года они становятся вице-чемпионами мира по ралли в зачете WRC 2.

## Результаты в чемпионате мира

### Зачет WRC
| Год  | Команда               | Автомобиль               | 1      | 2      | 3      | 4      | 5      | 6      | 7      | 8      | 9      | 10     | 11     | 12     | 13     | Поз. | Очки |
| ---- | --------------------- | ------------------------ | ------ | ------ | ------ | ------ | ------ | ------ | ------ | ------ | ------ | ------ | ------ | ------ | ------ | ---- | ---- |
| 2011 | Mentos Ascania Racing | Mitsubishi Lancer Evo IX | SWE 32 | MEX    | POR 20 | JOR    | ITA    | ARG    | GRE    | FIN Сх | GER    | AUS 8  | FRA    | ESP 30 | GBR 25 | 24   | 4    |
| 2012 | Mentos Ascania Racing | Mitsubishi Lancer Evo IX | MON    | SWE    | MEX    | POR    | ARG Сх | GRE Сх | NZL Сх | FIN    | GER    | GBR    | FRA    | ITA    | ESP    | НК   | 0    |
| 2013 | AT Rally              | Ford Fiesta RS WRC       | MON    | SWE 32 | MEX    | POR    | ARG    |        |        |        |        |        |        |        |        | НК   | 0    |
| 2013 | AT Rally              | Ford Fiesta RRC          |        |        |        |        |        | GRE 14 | ITA    | FIN    | GER    | AUS    | FRA    | ESP    | GBR    | НК   | 0    |
| 2014 | Darnitsa Motorsport   | Ford Fiesta R5           | MON 10 | SWE 15 | MEX 10 | POR 31 |        |        |        | FIN 43 |        |        |        |        |        | 26й  | 2    |
| 2014 | Darnitsa Motorsport   | Ford Fiesta RRC          |        |        |        |        | ARG Сх | ITA 13 | POL    |        |        | AUS 13 |        |        | GBR 20 | 26й  | 2    |
| 2014 | M-Sport WRT           | Ford Fiesta RS WRC       |        |        |        |        |        |        |        |        | GER 11 |        | FRA 16 | ESP 11 |        | 26й  | 2    |
| 2015 | D-Max Racing          | Citroen DS3 WRC          | MON 16 |        |        |        |        |        |        |        |        |        |        |        |        | 15-й | 8*   |
| 2015 | Darnitsa Motorsport   | Ford Fiesta RS WRC       |        | SWE 9  |        |        |        |        |        |        |        |        |        |        |        | 15-й | 8*   |
| 2015 | Darnitsa Motorsport   | Ford Fiesta RRC          |        |        | MEX 13 | ARG 13 | POR    | ITA 7  | POL    | FIN 13 |        | AUS 11 |        | ESP 14 | GBR 37 | 15-й | 8*   |
| 2015 | Darnitsa Motorsport   | Ford Fiesta R5           |        |        |        |        |        |        |        |        | GER 15 |        | FRA 20 |        |        | 15-й | 8*   |

### Зачет PWRC
| Год  | Команда               | Автомобиль               | 1     | 2     | 3      | 4      | 5      | 6     | 7     | 8   | Поз. | Очки |
| ---- | --------------------- | ------------------------ | ----- | ----- | ------ | ------ | ------ | ----- | ----- | --- | ---- | ---- |
| 2011 | Mentos Ascania Racing | Mitsubishi Lancer Evo IX | SWE 7 | POR 6 | ARG    | FIN Сх | AUS 3  | ESP 5 | GBR 8 |     | 8-й  | 43   |
| 2012 | Mentos Ascania Racing | Mitsubishi Lancer Evo IX | MON   | MEX   | ARG Сх | GRE Сх | NZL Сх | GER   | ITA   | ESP | НК   | 0    |

### Зачет WRC 2
| Год  | Участник            | Автомобиль      | 1     | 2     | 3     | 4      | 5      | 6     | 7   | 8     | 9   | 10    | 11  | 12    | 13     | Поз. | Очки |
| ---- | ------------------- | --------------- | ----- | ----- | ----- | ------ | ------ | ----- | --- | ----- | --- | ----- | --- | ----- | ------ | ---- | ---- |
| 2013 | AT Rally            | Ford Fiesta RRC | MON   | SWE   | MEX   | POR    | ARG    | GRE 4 | ITA | FIN   | GER | AUS   | FRA | ESP   | GBR    | 27й  | 12   |
| 2014 | Yuriy Protasov      | Ford Fiesta R5  | MON 1 | SWE 5 | MEX 1 | POR 14 |        |       |     |       |     |       |     |       |        | 4-й  | 90   |
| 2014 | Yuriy Protasov      | Ford Fiesta RRC |       |       |       |        | ARG Сх | ITA 3 | POL | FIN   | GER | AUS 3 | FRA | ESP   | GBR    | 4-й  | 90   |
| 2015 | Darnitsa Motorsport | Ford Fiesta RRC | MON   | SWE   | MEX 5 | ARG 4  | POR    | ITA 1 | POL | FIN 3 | GER | AUS 2 | FRA | ESP 5 | GBR 13 | 2-й  | 90   |

### Подиумы в WRC
| # | Ралли             | Сезон | Зачет     | Место | Пилот                   | Автомобиль               |
| - | ----------------- | ----- | --------- | ----- | ----------------------- | ------------------------ |
| 1 | Ралли Австралии   | 2011  | PWRC      | 3     | Александр Салюк-младший | Mitsubishi Lancer Evo IX |
| 2 | Ралли Монте-Карло | 2014  | WRC 2     | 1     | Юрий Протасов           | Ford Fiesta R5           |
| 3 | Ралли Мексики     | 2014  | WRC 2     | 1     | Юрий Протасов           | Ford Fiesta R5           |
| 4 | Ралли Италии      | 2014  | WRC 2     | 3     | Юрий Протасов           | Ford Fiesta RRC          |
| 5 | Ралли Австралии   | 2014  | WRC 2     | 3     | Юрий Протасов           | Ford Fiesta RRC          |
| 6 | Ралли Италии      | 2015  | WRC 2     | 1     | Юрий Протасов           | Ford Fiesta RRC          |
| 7 | Ралли Финляндии   | 2015  | WRC 2     | 3     | Юрий Протасов           | Ford Fiesta RRC          |
| 8 | Ралли Германии    | 2015  | Класс RC2 | 3     | Юрий Протасов           | Ford Fiesta R5           |
| 9 | Ралли Австралии   | 2015  | WRC 2     | 2     | Юрий Протасов           | Ford Fiesta RRC          |

## Статистика и рекорды
Павел Черепин является первым украинским штурманом, которому удалось выиграть отдельный спецучасток в абсолютном зачете этапа чемпионата мира – это произошло на шестом спецучастке ралли Швеции 2015 года.
Павел Черепин является единственным украинским штурманом, набиравшим очки в абсолютном зачете чемпионата мира. Он набирал зачетные очки в экипажах с двумя разными пилотами – Александром Салюком-младшим и Юрием Протасовым.